# Ouvrage de référence
 (décembre 2022).
- Si vous ne connaissez pas le sujet, laissez ce bandeau (vous pouvez alors contacter les auteurs).
- Si vous supprimez le contenu mis en cause (vous pouvez préalablement contacter les auteurs),

argumentez précisément cette suppression dans la page de discussion
(un manque de référence n'est pas un argument ; une recherche réelle de référence doit avoir été effectuée, être formellement documentée).
 (octobre 2022).
Si vous disposez d'ouvrages ou d'articles de référence ou si vous connaissez des sites web de qualité traitant du thème abordé ici, merci de compléter l'article en donnant les références utiles à sa vérifiabilité et en les liant à la section « Notes et références ».

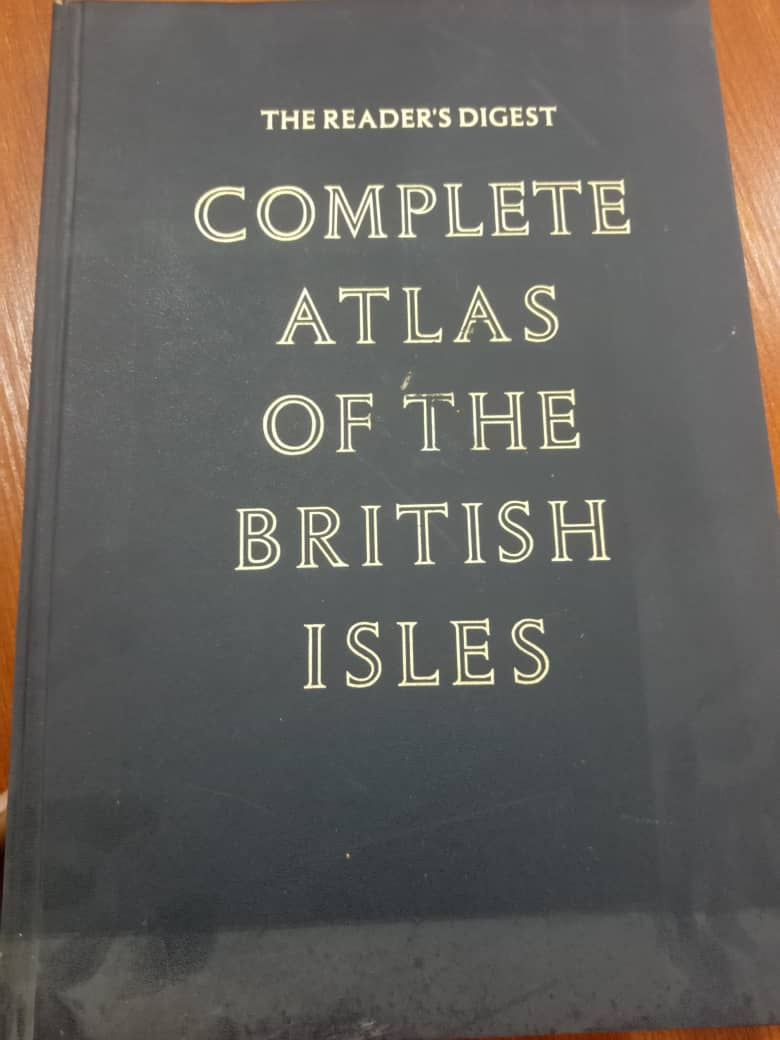
Couverture d'un ouvrage de référence publié par le Readers digest.Titre : Atlas complet des îles britannique.

Ouvrage (ou livre) de référence est un terme générique décrivant tout livre, petit ou gros, ayant pour but d'enseigner ou de renseigner sur un sujet spécifique. Il est composé de listes classées par ordre alphabétique, chronologique, thématique, etc. Il permet d'obtenir rapidement une réponse à une question précise. Les ouvrages de référence sont utilisés par des étudiants, des chercheurs, des professionnels et plus largement par toute personne ayant besoin d'informations fiables et vérifiées.

## Typologie
Les ouvrages de référence peuvent être des atlas, des dictionnaires, des encyclopédies, des manuels techniques,, etc.,. Ils sont fréquemment utilisés en tant que source d'information fiable et vérifiée dans différents domaines de la connaissance.
La création d'ouvrages de référence d'un nouveau type, comme les concordanciers ou les ouvrages collaboratifs, est maintenant rendue possible grâce à Internet. La distinction entre les livres à lecture linéaire ou séquentielle (qu'englobe la littérature et ses multiples genres) et les ouvrages de référence est entre autres que, dans le premier cas, contrairement au second, la lecture se fait du début à la fin. On trouve cependant certaines exceptions, comme les manuels d'histoire.
On parle d'édition de référence à propos de l'édition scientifique considérée comme la meilleure, pour les ouvrages de littérature ancienne, moderne et contemporaine. Dans ce cas, la différenciation se fait par rapport aux autres éditions du même texte pouvant exister.

## Terminologie
On emploie souvent les termes ouvrage de référence et livre de référence indistinctement, mais l'avènement d'Internet pourrait changer cette tendance, le terme livre faisant généralement référence à la forme imprimée d'un ouvrage. On parle aussi couramment d'usuels.

## Types
- Abécédaire
- Almanach
  - Livre Guinness des records
- Annuaire
- Archives
- Atlas

- Bestiaire
- Calendrier

- Catalogue (liste, inventaire, etc.)
  - Catalogue astronomique

- Compendium
- Concordancier
- Conjugueur

- Dictionnaire
  - Wikipédia:Dictionnaires disponibles sur la Toile
  - Banque de terminologie

- Encyclopédie
  - Encyclopédies sur Internet
  - Pharmacopée
- Guide
- Glossaire
- Grammaire
- Grimoire et livre de cuisine

- Lexique
- Manuel
- Manuel Scolaire
- Parascolaire
- Norme
- Référentiel
- Référentiel des métiers et des compétences
- Répertoire
  - Répertoire bibliographique universel
- Table
  - Table d'addition
  - Table de multiplication
  - Table de logarithmes
  - Table trigonométrique
  - Tableau périodique des éléments

- Texte de loi (voir article loi)
- Texte sacré
- Thésaurus (dictionnaire)
- Thésaurus lexicographique
- Traité